# Riofrío de Riaza
Riofrío de Riaza ist ein Ort und eine nordspanische Gemeinde (municipio) mit 27 Einwohnern (Stand: 2024) in der Provinz Segovia in der Autonomen Gemeinschaft Kastilien-León.

## Lage und Klima
Die Gemeinde Riofrío de Riaza liegt etwa 51 km (Fahrtstrecke) nordöstlich von Segovia in einer mittleren Höhe von ca. 1310 m. Das Klima ist im Winter rau, im Sommer dagegen gemäßigt bis warm; Regen fällt übers Jahr verteilt.

## Bevölkerungsentwicklung
| Jahr      | 1970 | 1981 | 1991 | 2001 | 2011 | 2021 |
| Einwohner | 161  | 65   | 60   | 59   | 35   | 32   |

## Sehenswürdigkeiten
- Michaeliskirche